# Trichotosia barbarossa
Trichotosia barbarossa är en orkidéart som först beskrevs av Heinrich Gustav Reichenbach, och fick sitt nu gällande namn av Friedrich Fritz Wilhelm Ludwig Kraenzlin. Trichotosia barbarossa ingår i släktet Trichotosia och familjen orkidéer. Inga underarter finns listade i Catalogue of Life.